# Wyeomyia gaudians
Wyeomyia gaudians är en tvåvingeart som beskrevs av Dyar och Nunez Tovar 1927. Wyeomyia gaudians ingår i släktet Wyeomyia och familjen stickmyggor.
Artens utbredningsområde är Venezuela. Inga underarter finns listade i Catalogue of Life.